# Cape Foulwind
Cape Foulwind je mys na západním pobřeží Jižního ostrova Nového Zélandu. Nachází se 11 kilometrů západně od města Westport. 
Mys byl původně pojmenován Rocky nizozemským obchodníkem a mořeplavcem Abelem Tasmanem, prvním Evropanem, který ho spatřil v roce 1642.Ostrovu dal název Foulwind až britský průzkumník James Cook roku 1770.
V oblasti mysu se nachází maják a vápencový lom, poblíž kterého fungovala mezi lety 1958 až 2016 cementárna. První maják se zde nacházel již v roce 1876. Jeho dřevěná konstrukce se však kvůli povětrnostním podmínkám rozpadla, a tak byl v roce 1926 postaven nový maják.